# Loweia semiobscurior
Loweia semiobscurior är en fjärilsart som beskrevs av Pionneau 1931. Loweia semiobscurior ingår i släktet Loweia och familjen juvelvingar. Inga underarter finns listade i Catalogue of Life.